# 図們北駅
図們北駅（ともんきたえき、中国語: 图们北站、朝鮮語: 도문북역）は、中華人民共和国吉林省延辺朝鮮族自治州図們市に位置する吉琿旅客専用線の駅である。中心地から車で北西に10分程の郊外に位置している。高鐵開通と共に2015年8月20日、それまで曲水駅という名称だった駅名を現行に変更。長図線の図們北駅は貨物専用駅で一般客が長図線を利用する場合は図們駅を利用する。

## 歴史
- 2015年 - 開業。

## 隣の駅
中華人民共和国鉄道部
吉琿旅客専用線
延吉西駅 - 図們北 - 琿春駅

## ギャラリー
- 図們北駅2F入り口を背後に正面を見る
- 図們北駅のプラットフォーム
- 図們北駅の背後には在来線
- 2Fの出発ロビー
- 図們北駅1Fのバス乗り場